# 布達卡沙廖瓦
布達卡沙廖瓦（羅馬化：Buda-Kašaliova），又按俄语名译为布達科舍廖沃，是白俄羅斯戈梅利州的城市，位於首府戈梅利西南48公里，距離首都明斯克256公里，鎮上有博物、教堂和火車站，2009年人口9,016人。